# サバラガムワ州
サバラガムワ州（シンハラ語: සබරගමුව、タミル語: சபரகமுவா மாகாணம்、英語: Sabaragamuwa）は、スリランカの中央山脈南西側に位置する州。スリランカの多数民族集団であるシンハラ人の居住地域のウダ・ラタ（高地）とパハタ・ラタ（低地）の中間部にあたり、文化も双方が混淆している。旧王国の周縁部にあたると同時に沿岸部からも比較的距離があり、西欧の植民地化の影響はイギリス統治（1815年-1948年）以前はさほど大きくなかった。

## 地理
サバラガムワ州はスリランカの中央山脈南西側の内陸部に位置しており、西でコロンボ首都圏を擁する西部州、北で北西部州、北東で中部州、南東でウバ州、南で南部州と接する。
地勢は変化に富み、海抜100mから2000mに至る高度差がある。州都はラトゥナプラで、海岸沿いのコロンボから約100kmの位置にある。中央高地の山々が連なっているために、南西側にあたるサバラガムワは、南西モンスーンのヤラ期のうち5月～7月、北東モンスーンのマハ期のうち9～10月の年2度、大量の雨が降る。降雨に恵まれ、生業の基幹の米は二期作が基本で、換金作物として野菜を作る。植民地時代に導入された茶とゴムのプランテーションは現在も継続しており現金収入になっている。ただし、茶園（エステート）で働くのは、19世紀半ばにイギリスが南インドから連れてきた人々で、インド・タミルと呼ばれて、シンハラ人や北東部に住むスリランカ・タミルとは別の民族集団を形成している。紅茶は現在も大きな産業である。中心となるラトゥナプラは、「宝石の町」の意味で、田畑から宝石の原石（ルビー、サファイア、トパーズ、ガーネットなど）が産出するので、一攫千金を狙う人々が沢山入り込んで露天掘りを行っている。
王国時代は地主貴族のラダラが広大な土地を持つ地主として君臨していた。王国の消滅後の変革や、独立後の土地改革によって、土地は細分化されたが、現在でも旧地主は隠然たる勢力を持つ。世界初の女性首相となったシリマヴォ・バンダラナイケの実家は、貴族の血筋のサバラガムワの大地主、ラトワッタ家であり、政治運動では国民統一党 (UNP) の地盤である。

### 行政地区
サバラガムワ州は2つの県から構成される。
- ラトゥナプラ県 3,275 km2
- ケーガッラ県 1,693 km2

### 主要な都市及び町
- ラトゥナプラ - Municipal Council
- ケーガッラ - Urban Council

## 文化

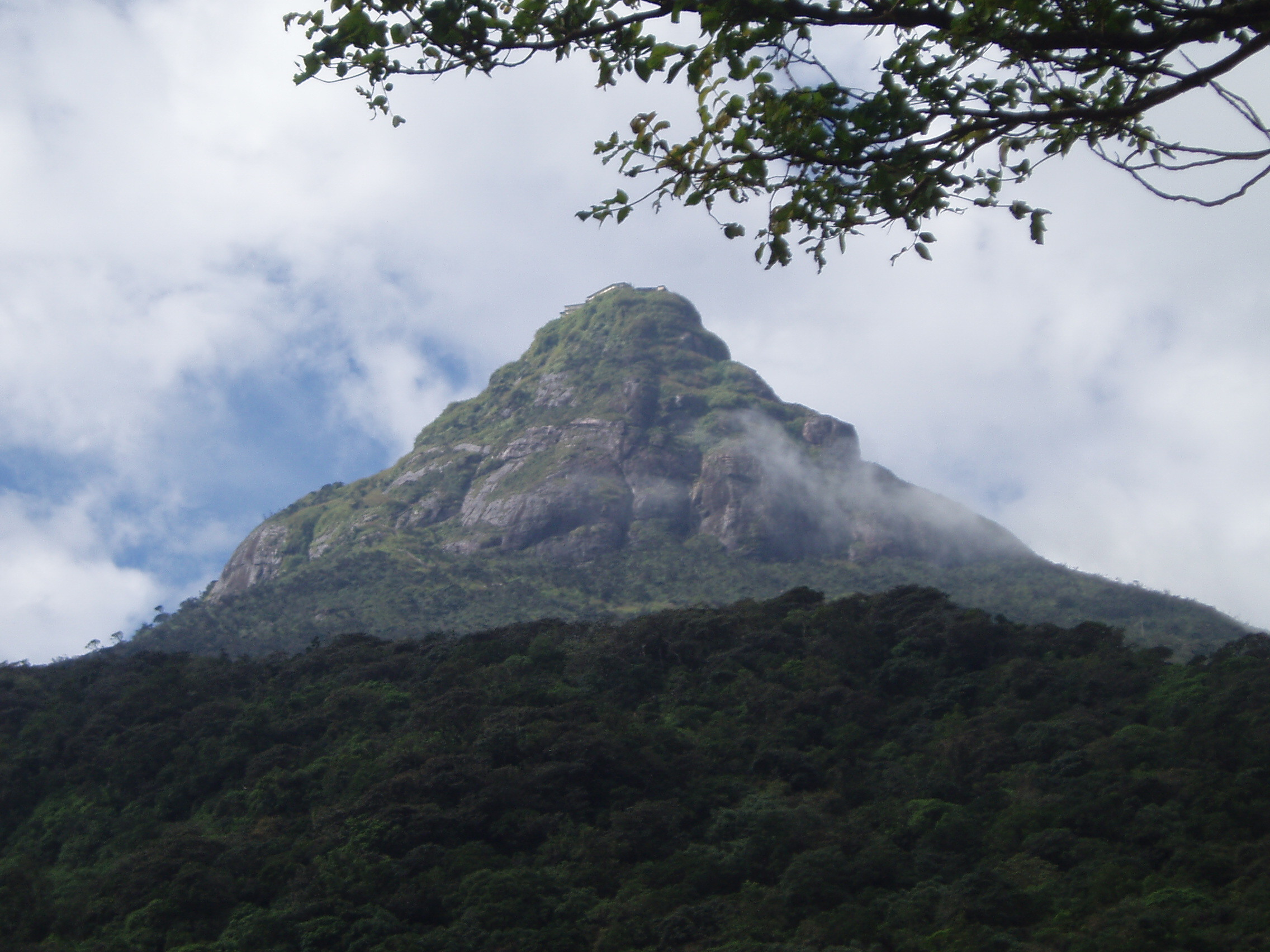
スリー・パーダ

ラトゥナプラ北方にそびえるスリー・パーダ山（標高2238m）は、頂上に聖なる足跡（パーダ）があるとされる聖地で、仏教徒は仏陀、イスラーム教徒は人類始祖のアダム、ヒンドゥー教徒はシヴァ神、キリスト教徒は聖トーマスの残したものだと主張し、宗教を越えて人々の信仰を集めている山岳信仰の山である。特に、3月の満月の日は山麓から山頂まで数珠つなぎになるほどの巡礼が参拝に訪れる。英語ではアダムスピークと呼ばれ、マルコ・ポーロの『東方見聞録』やイブン・バットゥータの『三大陸周遊記』にも記録されている。山の別名はスマナ・クータ (Smanakuta) といい、山の神のサマン (Saman) がいるとしてあがめられている。もともとは、先住民のヴェッダ人の聖地であった可能性も高い。州名のサバラは狩猟民、ガムワは地域の意味で、森で狩猟を営む人々が居住していたことに由来し、狩猟採集民のヴェッダ人が多く住んでいたというが、現在ではほぼ姿を消している。